# Satyrium comptum
Satyrium comptum är en orkidéart som beskrevs av Victor Samuel Summerhayes. Satyrium comptum ingår i släktet Satyrium och familjen orkidéer. Inga underarter finns listade i Catalogue of Life.